# Liste der Althistoriker an der Ludwig-Maximilians-Universität München
In der Liste der Althistoriker an der Ludwig-Maximilians-Universität München werden alle Hochschullehrer gesammelt, die an der Ludwig-Maximilians-Universität München Alte Geschichte lehrten. Das umfasst im Normalfall alle regulären Hochschullehrer, die Vorlesungen halten durften, also habilitiert waren. Namentlich sind das Ordinarien, Außerplanmäßige Professoren, Juniorprofessoren, Gastprofessoren, Honorarprofessoren, Lehrstuhlvertreter und Privatdozenten. Althistoriker des Mittelbaus (Dozenten: Assistenten und Mitarbeiter) sind nur in begründeten Ausnahmefällen (etwa als Akademische Räte auf Lebenszeit) berücksichtigt.

## Entwicklung
Alte Geschichte wurde vor allem seit Mitte des 19. Jahrhunderts, allerdings von Altphilologen und Historikern anderer Bereiche angeboten. Die Einrichtung eines althistorischen Lehrstuhls wurde an der LMU erst relativ spät, 1899, beschlossen. 1901 wurde der Lehrbetrieb vom ersten Inhaber des Lehrstuhls, dem 1900 berufenen Robert von Pöhlmann, aufgenommen. Zunächst war der Lehrstuhl eng mit der Klassischen Philologie verbunden. So teilten sich die vier Professoren der Altphilologie und der Professor für Alte Geschichte nicht nur die Räumlichkeiten, sondern auch den einzigen Assistenten. Mit jeder neuen Berufung konnte sich die Situation in den ersten Jahrzehnten verbessern. 1967 wurde die Außerordentliche Professur Siegfried Lauffers nach eine Rufablehnung auf eine Professur in Salzburg in einen zweiten althistorischen Lehrstuhl umgewandelt. Der zweite Lehrstuhl hatte eine besondere Gewichtung auf der Wirtschafts- und Sozialgeschichte. Zwischen der zweiten Hälfte der 1960er und den frühen 1980er Jahren war das Institut sehr gut ausgestattet. Es gab zwei Lehrstühle (C4), zwei Akademische Räte, vier Wissenschaftliche Assistenten und zwei Vollzeitsekretärinnen. 1978 kam eine weitere C3-Professur hinzu. Gegen Ende der 1990er Jahre hatte sich die Personalsituation etwas verschlechtert. Das Seminar hatte zwei C4- und eine C3-Professur, zwei Akademische Räte auf Lebenszeit, drei wissenschaftliche Assistenten und zwei Teilzeitsekretärinnen.
Zu Beginn des 21. Jahrhunderts fiel auch die C3-Professur weg, so dass zum regulären Betrieb zwei C4-Professoren, zwei Akademische Räte auf Lebenszeit, zwei wissenschaftliche Assistenten und eine Teilzeitsekretärin zählte. Eine Zäsur stellte 2015 die Einrichtung eines zusätzlichen dritten Lehrstuhls dar, einer Alexander von Humboldt-Professur für die Alte Geschichte des Nahen und Mittleren Ostens, die mit einer Altorientalistin besetzt wurde. Neben dieser thematischen Erweiterung der Alten Geschichte stieg die Zahl der Mitarbeiterinnen und Mitarbeiter der Abteilung sprunghaft um mehr als das Doppelte.
Angegeben ist in der ersten Spalte der Name der Person und ihre Lebensdaten, in der zweiten Spalte wird der Eintritt in die Universität angegeben, in der dritten Spalte das Ausscheiden. Spalte vier nennt die höchste an der LMU erreichte Position. An anderen Universitäten kann der entsprechende Dozent eine noch weitergehende wissenschaftliche Karriere gemacht haben. Die nächste Spalte nennt Besonderheiten, den Werdegang oder andere Angaben in Bezug auf die Universität oder das Institut. In der letzten Spalte werden soweit verfügbar Bilder der Dozenten gezeigt.

## Liste
| Wissenschaftler                                    | von  | bis      | Funktionen                     | Bemerkungen | Bild         |
| -------------------------------------------------- | ---- | -------- | ------------------------------ | --- | ------------ |
| Heinrich von Sybel (1817–1895)                     | 1856 | 1861     | Ordinarius                     | Ordinarius für Geschichte, lehrte Alte Geschichte nebenher | Sybel        |
| Maximilian Duncker (1811–1886)                     | ???? | ????     | Honorarprofessor               | Honorarprofessor für Alte Geschichte, auf Betreiben Sybels berufen | Duncker      |
| Franz Reber (1834–1919)                            | 1858 | 1863     | Privatdozent                   | Altphilologe und Archäologe, der die Alte Geschichte als Privatdozent betreute, dessen Antrag zum Professor für Alte Geschichte ernannt zu werden 1861 abgelehnt wurde | Reber        |
| Wilhelm von Giesebrecht (1814–1889)                | 1862 | ????     | Ordinarius                     | Ordinarius für Geschichte | Giesebrecht  |
| Moriz Ritter (1840–1923)                           | ???? | ????     |                                | Veranstaltungen zur Alten Geschichte, eigentlich aber Neuzeithistoriker mit dem Schwerpunkt Reformationsgeschichte |              |
| Nikolaus Wecklein (1843–1926)                      | 1869 | 1873     | Privatdozent                   | Klassischer Philologe und Althistoriker, wechselte als Gymnasialdirektor nach Passau, später an das Maximiliansgymnasium München |              |
| Friedrich von Bezold (1848–1928)                   | 1875 | 1884     | Privatdozent                   | Mitarbeiter der Historischen Kommission; wechselte als ordentlicher Professor an die Universität Erlangen | Bezold       |
| Robert von Pöhlmann (1852–1914)                    | 1901 | 1914     | Ordinarius                     | Erster Inhaber des Lehrstuhls |              |
| Ulrich Wilcken (1862–1944)                         | 1915 | 1917     | Ordinarius                     | Nachfolger Pöhlmanns; Mitvorstand des Seminars für Papyrusforschung und Antike Rechtsgeschichte |              |
| Walter Otto (1878–1941)                            | 1918 | 1941     | Ordinarius                     | Nachfolger Wilckens; Mitvorstand des Seminars für Papyrusforschung und Antike Rechtsgeschichte |              |
| Helmut Berve (1896–1979)                           | 1943 | 1954     | Ordinarius                     | Nachfolger Ottos; 1943 Ordinarius, 1945 zunächst als Nationalsozialist entlassen, 1949 erneute Lehrbefugnis aber nicht mehr Inhaber des Lehrstuhls |              |
| Fritz Wüst (1912–1993)                             | 1944 | 1962     | Außerplanmäßiger Professor     | 1944 Dozent, 1949 Privatdozent; 1953 Außerplanmäßiger Professor, gab 1962 seine Lehrbefugnis zurück; eigentlich seit 1948 Oberstudienrat am Wilhelmsgymnasium München | Fritz Wüst   |
| Ernst Kornemann (1868–1946)                        | 1946 | 1946     | Professor                      | Kommissarischer Inhaber des Lehrstuhls | Kornemann    |
| Hermann Strasburger (1909–1985)                    | 1947 | 1948     | Professor                      | Kommissarischer Inhaber des Lehrstuhls nach Kornemanns Tod |              |
| Alexander Schenk Graf von Stauffenberg (1905–1964) | 1948 | 1964     | Ordinarius                     | Indirekter Nachfolger Berves; Ordinarius; 1951 bis 1956 Vorsitzender der Kommission für Alte Geschichte und Epigraphik | Stauffenberg |
| Hermann Bengtson (1909–1989)                       | 1949 | 1977     | Ordinarius                     | Nachfolger Stauffenbergs; 1939 Habilitation ohne Erreichung der Lehrbefugnis in München, bis 1941 nicht an der LMU, 1941 nach München aus Heidelberg umhabilitiert und 1942 Diätendozent, 1942 Lehrstuhlvertretung, bis 1949 nicht an der LMU, 1949 Rückhabilitierung aus Jena, 1949 bis 1952 Außerplanmäßiger Professor, 1952 bis 1966 nicht an der LMU, 1966 Ordinarius; Mitvorstand des Instituts für Papyrusforschung und Antike Rechtsgeschichte |              |
| Konrad Kraft (1920–1970)                           | 1955 | 1960     | Privatdozent                   | Numismatiker; 1951 bis 1959 Konservator an der Staatlichen Münzsammlung München |              |
| Siegfried Lauffer (1911–1986)                      | 1955 | 1980     | Ordinarius                     | 1955 Universitätsdozent, 1963 Außerplanmäßiger Professor, 1967 Ordinarius; Erster Inhaber des zweiten Lehrstuhls |              |
| Friedrich Cornelius (1893–1976)                    | 1958 | 1974     | Lehrbeauftragter               | lehrte zunächst altorientalische Geschichte, später antike Rechtsgeschichte |              |
| Robert Werner (1924–2004)                          | 1959 | 1966     | Universitätsdozent             | 1959 Privatdozent, 1961 Universitätsdozent |              |
| Georg Spitzlberger (1931–2021)                     | 1965 | 2017     | Honorardozent                  | Archivdirektor; 1965–1970 Wissenschaftlicher Assistent, ab 1971 Lehrauftrag für den Bereich „Römer in Bayern“ |              |
| Peter Robert Franke (1926–2018)                    | 1965 | 1967     | Privatdozent                   | 1965 Privatdozent, 1967 Universitätsdozent |              |
| Jakob Seibert (* 1939)                             | 1969 | ????     | Professor                      | 1969 Privatdozent, kurz darauf Universitätsdozent, 1975 Außerplanmäßiger Professor, 1978 Außerordentlicher Professor |              |
| Hartmut Beister (* 1941)                           | 1969 | 2006 (?) | Akademischer Direktor          | 1969 Akademischer Rat (Konservator) |              |
| Heinz Heinen (1941–2013)                           | 1970 | 1970     | Privatdozent                   | |              |
| Wilhelm Kaltenstadler (* 1936)                     | 1972 | 1977     | Akademischer Rat               | 1972 Akademischer Rat, 1974 auch Lehrbeauftragter für antike Sozial- und Wirtschaftsgeschichte |              |
| Wolfgang Günther (* 1940)                          | 1973 | 2005 (?) | Akademischer Oberrat           | 1973 Akademischer Rat |              |
| Werner Huß (1936–2023)                             | 1975 | 1978     | Privatdozent                   | |              |
| Wolfgang Orth (1944–2017)                          | 1976 | 1977     | Privatdozent                   | |              |
| Ralf Urban (* 1943)                                | 1977 | 1978     | Privatdozent                   | |              |
| Hatto H. Schmitt (1930–2023)                       | 1978 | 1998     | Ordinarius                     | Nachfolger Bengtsons |              |
| Christian Meier (* 1929)                           | 1981 | 1997     | Ordinarius                     | Nachfolger Lauffers | Meier        |
| Harald Küthmann (1922–2013)                        |      |          | Honorardozent                  | Numismatiker; Direktor der Staatlichen Münzsammlung München |              |
| Hans Roland Baldus (1942–2011)                     |      |          | Honorardozent                  | Numismatiker; Wissenschaftlicher Oberrat bei der Kommission für Alte Geschichte und Epigraphik |              |
| Johannes Nollé (* 1953)                            | 1991 |          | Außerplanmäßiger Professor     | 1991 Privatdozent, 1998 Außerplanmäßiger Professor |              |
| Linda-Marie Günther (* 1952)                       | 1991 | 1999     | Außerplanmäßige Professorin    | 1991 Privatdozentin, 1997 Lehrstuhlvertretung, 1998 Außerplanmäßige Professorin |              |
| Monika Bernett (* 1959)                            | 1994 |          | Privatdozentin                 | 1994 bis 1998 Wissenschaftliche Assistentin, 2011 Privatdozentin |              |
| Kai Brodersen (* 1958)                             | 1995 | 1996     | Privatdozent                   | | Brodersen    |
| Maria H. Dettenhofer (1960–2016)                   | 1996 | 2016     | Außerplanmäßige Professorin    | 1990 bis 1992 Wissenschaftliche Mitarbeiterin. 1996 Privatdozentin, 2004 außerplanmäßige Professorin |              |
| Jens-Uwe Krause (* 1957)                           | 1998 |          | Ordinarius                     | Nachfolger Meiers |              |
| Tanja Scheer (* 1964)                              | 1998 | 2004     | Privatdozentin                 | | Scheer       |
| Christian Witschel (* 1966)                        | 1999 | 2005     | Akademischer Rat               | |              |
| Kay Ehling                                         | 1999 | 2013     | Privatdozent                   | Numismatiker; 1999 Lehrbeauftragter, 2005 Privatdozent |              |
| Stefan Rebenich (* 1961)                           | 2000 | 2001     | Professor                      | Lehrstuhlvertreter |              |
| Christian Reitzenstein-Ronning                     | 2007 |          | Akademischer Oberrat           | 2000 Wissenschaftlicher Mitarbeiter, 2004 Wissenschaftlicher Assistent, 2007 Akademischer Rat |              |
| Martin Zimmermann (* 1959)                         | 2001 |          | Ordinarius                     | Nachfolger Schmitts |              |
| Werner Tietz (* 1970)                              | 2005 | 2017     | Akademischer Oberrat           | 2002 Wissenschaftlicher Assistent, 2005 Akademischer Rat |              |
| Helmut Müller (* 1957)                             |      | 2008     | Privatdozent                   | |              |
| Christof Schuler (* 1965)                          | 2005 |          | Außerplanmäßiger Professor     | seit 2004 Erster Direktor der Kommission für Alte Geschichte und Epigraphik |              |
| Rudolf Haensch (* 1959)                            | 2005 |          | Außerplanmäßiger Professor     | seit 2004 Zweiter Direktor der Kommission für Alte Geschichte und Epigraphik, 2005 Privatdozent, 2008 außerplanmäßiger Professor |              |
| Ralf Behrwald (* 1967)                             | 2005 | 2007     | Privatdozent                   | 2005 Privatdozent und Akademischer Rat |              |
| Claudia Tiersch (* 1967)                           | 2007 | 2010     | Professorin                    | Lehrstuhlvertreterin für Martin Zimmermann, danach Lehrbeauftragte |              |
| Karen Radner                                       | 2015 |          | Professorin                    | Inhaberin der Alexander von Humboldt-Professur für die Alte Geschichte des Nahen und Mittleren Ostens |              |
| Robert Schiestl                                    | 2015 |          | Wissenschaftlicher Mitarbeiter | Wissenschaftlicher Mitarbeiter der Professur für die Alte Geschichte des Nahen und Mittleren Ostens (unbefristet) |              |
| Jamie Novotny                                      | 2015 |          | Akademischer Oberrat           | Akademischer Oberrat der Professur für die Alte Geschichte des Nahen und Mittleren Ostens |              |

- Lehrstuhl 1:
  - Robert von Pöhlmann (1901–1914)
  - Ulrich Wilcken (1915–1917)
  - Walter Otto (1918–1941)
  - Helmut Berve (1943–1945)
  - Alexander Schenk Graf von Stauffenberg (1948–1964)
  - Hermann Bengtson (1966–1977)
  - Hatto H. Schmitt (1978–1998)
  - Martin Zimmermann (seit 2002)

- Lehrstuhl 2:
  - Siegfried Lauffer (1963–1979)
  - Christian Meier (1981–1997)
  - Jens-Uwe Krause (1998–2023)
  - John Weisweiler (seit 2023)

- Lehrstuhl 3 (Alexander von Humboldt-Professur für die Alte Geschichte des Nahen und Mittleren Ostens):
  - Karen Radner (seit 2015)